# Hypostomus affinis
Hypostomus affinis är en fiskart som först beskrevs av Steindachner, 1877.  Hypostomus affinis ingår i släktet Hypostomus och familjen Loricariidae. Inga underarter finns listade i Catalogue of Life.